# 管胞藻目
管胞藻目（学名：Chamaesiphonales），為植物之一種。該植物於植物分類表上，歸於藍藻門 （Cyanophyta）藍藻綱 （Cyanophyceae），同綱者尚有色球藻目。